# Aglaia leucophylla
Aglaia leucophylla là một loài thực vật thuộc họ Meliaceae. Loài này có ở Brunei, Indonesia, Malaysia, Philippines, và Thái Lan.